# Montagnes Rocheuses
Les montagnes Rocheuses, ou simplement les Rocheuses (en anglais : Rocky Mountains ou Rockies), sont une grande chaîne de montagnes dans l'Ouest de l'Amérique du Nord, sur les territoires des États-Unis et du Canada.
Elles ont représenté un obstacle pour les immigrants américains et canadiens dans l'extension de leur emprise sur le territoire nord-américain à l'occasion de la conquête de l'Ouest.

## Géographie

### Situation, topographie
Les montagnes Rocheuses s'étendent sur plus de 3 000 km depuis le Nouveau-Mexique (sud-est de Santa Fe) au sud jusqu'en Colombie-Britannique septentrionale au nord, où elles sont désignées sous le nom de Rocheuses canadiennes (en anglais : Canadian Rockies).

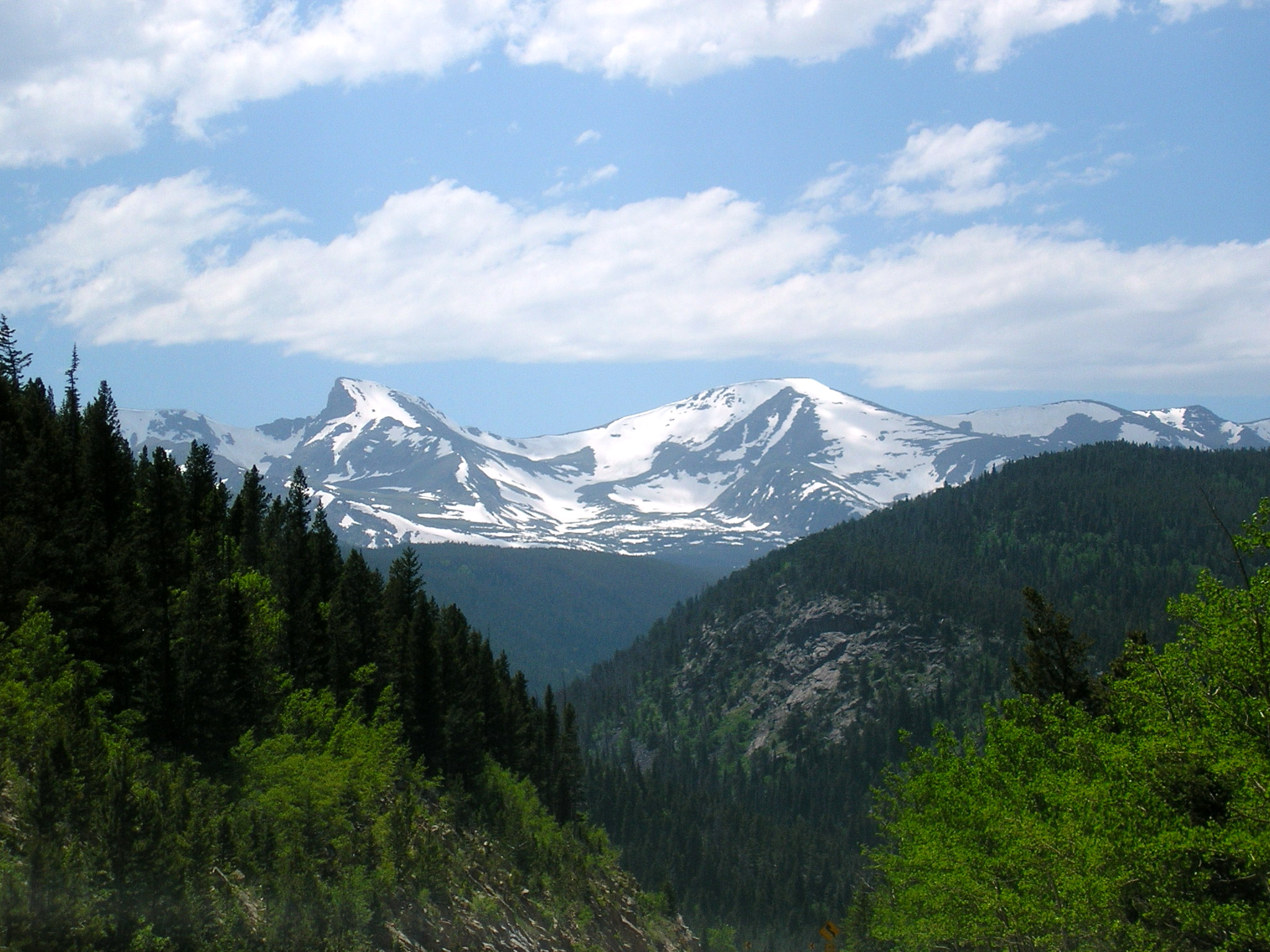
Les montagnes Rocheuses dans le Colorado.

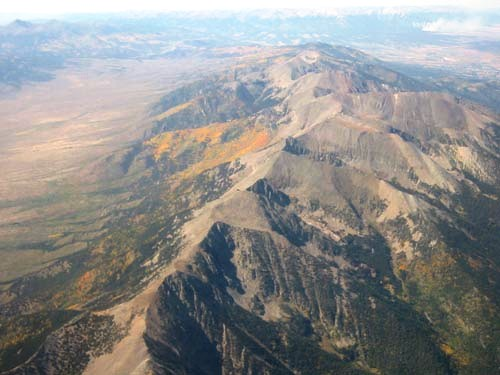
Vue aérienne des montagnes Rocheuses dans le Colorado.

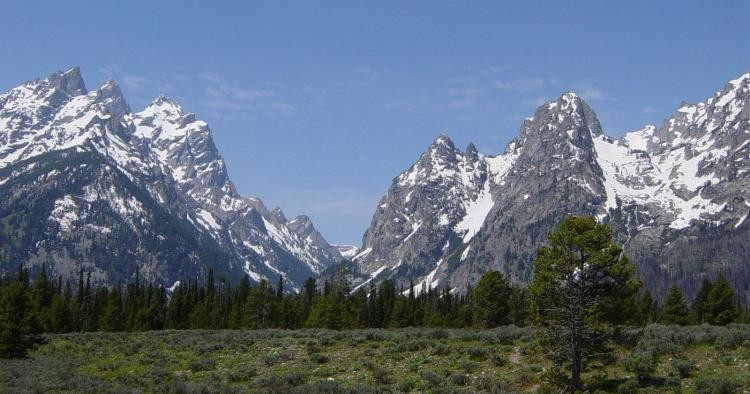
Grand Teton, Wyoming, États-Unis, 4197 m.

Leur altitude varie entre 1 500 m près des hautes plaines et 4 399 m au mont Elbert dans le Colorado. Leur largeur est comprise entre 120 et 650 km. Elles prennent une forme oblongue, étendue en latitude sur plusieurs milliers de kilomètres.
Les montagnes Rocheuses sont découpées en groupes et en massifs :
| Subdivision de niveau 1                     | Subdivision de niveau 2                | Subdivision de niveau 3 | Point culminant      | Altitude |
| ------------------------------------------- | -------------------------------------- | --- | -------------------- | -------- |
| Rocheuses septentrionales                   | Chaînons Muskwa (en)                   | Chaînons Muskwa du nord-ouest, chaînons Muskwa du nord-est, groupe d'Allies, zone de Kwadacha, zone de Great Snow, zone d'Ospika, chaînons Muskwa du centre-sud, piémonts méridionaux de Muskwa, piémonts extérieurs du chaînon Muskwa              | Ulysses Mountain     | 3 024 m  |
| Rocheuses septentrionales                   | Chaînons Hart (en)                     | Chaînons Misinchinka, chaînons Dezaiko, piémonts septentrionaux du chaînon Hart, chaînons Hart centraux, chaînons Hart méridionaux | Mont Ovington        | 2 949 m  |
| Chaîne continentale                         | Chaînons continentaux septentrionaux   | Zone de Sir Alexander, zone de Morkill-Jackpine, groupe de Resthaven, grande zone du mont Robson, chaînons Central Park septentrionaux, chaînons Front extrême-nord, chaînons Front septentrionaux, piémonts septentrionaux des montagnes Rocheuses | Mont Robson          | 3 954 m  |
| Chaîne continentale                         | Chaînons centraux principaux           | Chaînon Selwyn (en), chaînons Jasper méridionaux, North Icefields, Clemenceau Icefield, zone du Columbia Icefield, Central Icefields, chaînons Central Park du sud-ouest, Freshfield Icefield, monts Waputik                                        | Mont Columbia        | 3 747 m  |
| Chaîne continentale                         | Chaînons centraux frontaux             | Chaînons Jasper orientaux, chaînon Maligne, chaînon Queen Elizabeth, chaînon Nikanassin, chaînon Saskatchewan River septentrionaux, groupe de Murchison, chaînons Clearwater, chaînons Sawback-Slate, chaînon Vermilion, chaînons Banff orientaux   | Mont Brazeau         | 3 500 m  |
| Chaîne continentale                         | Chaînons continentaux méridionaux      | Chaînons Kootenay, zone de Banff-Lake Louise Core, zone d'Assiniboine, chaînons Banff méridionaux, Kananaskis Country, zone d'Elk Lakes-Royal, chaînons Harrison, chaînon High Rock, chaînon Livingstone, chaînons Crowsnest                        | Mont Assiniboine     | 3 618 m  |
| Montagnes Rocheuses du Montana central (en) | Chaînons du Montana du Nord-Ouest      | Monts Cabinet (en), monts Salish (en), chaînons Whitefish (en)-MacDonald, chaînon Mission (en), Ninemile-Reservation Divides, monts Rattlesnake (en)                                                                                                | Pic McDonald         | 2 993 m  |
| Montagnes Rocheuses du Montana central (en) | Chaînons du parc national de Glacier   | Chaînon Clark, chaînon Livingston, chaînon Lewis | Mont Cleveland       | 3 190 m  |
| Montagnes Rocheuses du Montana central (en) | Chaînons Bob Marshall                  | Chaînon Swan, chaînon Flathead, Rocky Mountain Front | Red Mountain         | 2 868 m  |
| Montagnes Rocheuses du Montana central (en) | Chaînons du Montana du Centre-Ouest    | Monts Saphhire, chaînon Garnet, monts John Long, chaînon Flint Creek, Bolder Batholith, monts Elkhorn, chaînon Anaconda, monts Pioneer, monts Highland                                                                                              | Tweedy Mountain      | 3 400 m  |
| Montagnes Rocheuses du Montana central (en) | Chaînons du Montana central            | Monts Big Belt, chaînon Bridger, monts Highwood, monts Little Belt, monts Castle, monts Crazy, chaînons Judith-Moccasin, monts Big Snowy, monts Bull                                                                                                | Pic Crazy            | 3 417 m  |
| Montagnes Rocheuses du Montana central (en) | Chaînons du Montana du Sud-Ouest       | Monts Tobacco Root, chaînon Ruby, monts Blacktail, chaînon Snowcrest, chaînon Gravelly | Hollowtop Mountain   | 3 232 m  |
| Montagnes Rocheuses d'Idaho-Bitterroot      | Chaîne Clearwater                      | Chaîne Clearwater septentrionale, Selway Crags, chaîne Clearwater méridionale | Stripe Mountain (en) | 2 744 m  |
| Montagnes Rocheuses d'Idaho-Bitterroot      | Chaînon Bitterroot (en)                | Monts Cœur d'Alene (en), monts Saint Joe, chaînon Bitterroot septentrional, chaînon Bitteroot central, monts Beaverhead, monts Centennial (en) | Pic Scott            | 3 473 m  |
| Montagnes Rocheuses d'Idaho-Bitterroot      | Monts Salmon River                     | Monts Salmon River occidentaux, monts Salmon River centraux, monts Salmon River orientaux | White Mountain West  | 3 183 m  |
| Montagnes Rocheuses d'Idaho-Bitterroot      | Zone de Sawtooth-Ketchum-Boise         | Monts Boise, chaînon Sawtooth, monts White Cloud, monts Soldier, monts Smoky, monts Boulder, monts Pioneer, monts White Knob, Craters of the Moon-plaine de la Snake River                                                                          | Pic Hyndman          | 3 660 m  |
| Montagnes Rocheuses d'Idaho-Bitterroot      | Chaînons Lost River-Lemhi              | Chaînon Lost River, chaînon Lemhi | Pic Borah            | 3 859 m  |
| Grandes Rocheuses de Yellowstone            | Zone de la chaîne Teton-Yellowstone    | Chaînon Madison, chaînon Gallatin, chaînons Lionshead-Henrys Lake, plateau Yellowstone, monts Big Hole, chaînon Teton, chaînon Snake River, chaînon Gros Ventre                                                                                     | Grand Teton          | 4 197 m  |
| Grandes Rocheuses de Yellowstone            | Chaîne Absaroka                        | Chaîne Absaroka septentrionale, monts Beartooth, chaîne Absaroka centrale, chaîne Absaroka méridionale, chaînon Washakie, monts Owl Creek | Pic Francs           | 4 009 m  |
| Grandes Rocheuses de Yellowstone            | Monts Big Horn                         | Monts Pryor, monts Big Horn septentrionaux, monts Big Horn centraux, monts Big Horn méridionaux, chaînon Bridger | Pic Cloud            | 4 013 m  |
| Grandes Rocheuses de Yellowstone            | Chaîne de Wind River                   | Chaîne de Wind River septentrionale, chaîne de Wind River centrale, chaîne de Wind River méridionale | Pic Gannett          | 4 207 m  |
| Grandes Rocheuses de Yellowstone            | Zone du Great Divide Basin             | Collines Rattlesnake, monts Granite, chaînons nord-est du Great Divide Basin, chaînons sud-ouest du Great Divide Basin | Ferris Mountain      | 3 059 m  |
| Montagnes Rocheuses occidentales            | Chaînons de l'Idaho du Sud-Est         | Chaînon Sublett, monts Deep Creek, chaînon Bannock, chaînon Portneuf, monts Blackfoot, chaînon Caribou, monts Peale | Pic Meade            | 3 035 m  |
| Montagnes Rocheuses occidentales            | Chaînons de la Wyoming Overthrust Belt | Chaînon Salt River, Wyoming Overthrust Belt méridionale, chaînon Wyoming | Pic Wyoming          | 3 468 m  |
| Montagnes Rocheuses occidentales            | Chaîne Wasatch                         | Monts Bear River, chaîne Wasatch septentrionale, chaîne Wasatch centrale, chaîne Wasatch méridionale, monts San Pitch | Mont Nebo            | 3 636 m  |
| Montagnes Rocheuses occidentales            | Chaîne Uinta                           | Chaîne Uinta occidentale, chaîne Uinta centrale, chaîne Uinta orientale, zone Dinosaur | Pic Kings            | 4 123 m  |
| Montagnes Rocheuses méridionales            | Chaîne Park                            | Sierra Madre, monts Elkhead, chaîne Park centrale, monts Williams Fork septentrionaux | Mont Zirkel          | 3 712 m  |
| Montagnes Rocheuses méridionales            | Chaînons du Wyoming méridional         | Monts Medicine Bow, monts Laramie | Pic Clark            | 3 947 m  |
| Montagnes Rocheuses méridionales            | Zone de Flat Tops                      | Plateau Meeker nord-ouest, Flat Tops, plateau de la White River | Flattop Mountain     | 3 756 m  |
| Montagnes Rocheuses méridionales            | Front Range                            | Front Range septentrionale, zone du parc national de Rocky Mountain, Front Range centrale, collines South Park, chaînon Rampart | Pic Grays            | 4 349 m  |
| Montagnes Rocheuses méridionales            | Zone du chaînon d'Elk                  | Grand Mesa, monts Elk, monts Elk occidentaux | Pic Castle           | 4 348 m  |
| Montagnes Rocheuses méridionales            | Chaîne Sawatch                         | Chaîne Sawatch septentrionale, zone d'Elbert-Massive-Fryingpan, pics Collegiate, chaîne Sawatch méridionale, Sawatch extrême-sud | Mont Elbert          | 4 399 m  |
| Montagnes Rocheuses méridionales            | Chaînons du Colorado central           | Chaînon Rabbit Ears, chaînon Gore, chaînon Mosquito | Mont Lincoln         | 4 354 m  |
| Montagnes Rocheuses méridionales            | Monts San Juan                         | Monts San Miguel, monts San Juan centre-ouest, monts San Juan centre-nord, monts La Plata, monts Needle, monts San Juan centre-est, monts La Garita, monts San Juan méridionaux, monts Tusas                                                        | Pic Uncompahgre      | 4 361 m  |
| Montagnes Rocheuses méridionales            | Monts Sangre de Cristo                 | Chaînon Sangre de Cristo septentrional, Wet Mountains, Sierra Blanca, chaînon Culebra, monts Taos, chaînon Cimarron, chaînon Sangre de Cristo central, monts Santa Fe                                                                               | Pic Blanca           | 4 372 m  |

### Hydrographie
Les cours d'eau coulant depuis les Rocheuses se jettent dans trois des cinq océans du monde : l'océan Atlantique, l'océan Pacifique et l'océan Arctique. La région constitue une ligne de partage des eaux. Aussi considère-t-on que les Rocheuses sont l'un des châteaux d'eau de l'Amérique du Nord. Les cours d'eau alimentent les villes de la région, plus particulièrement l'agglomération de Denver et permettent l'installation de barrages hydroélectriques.

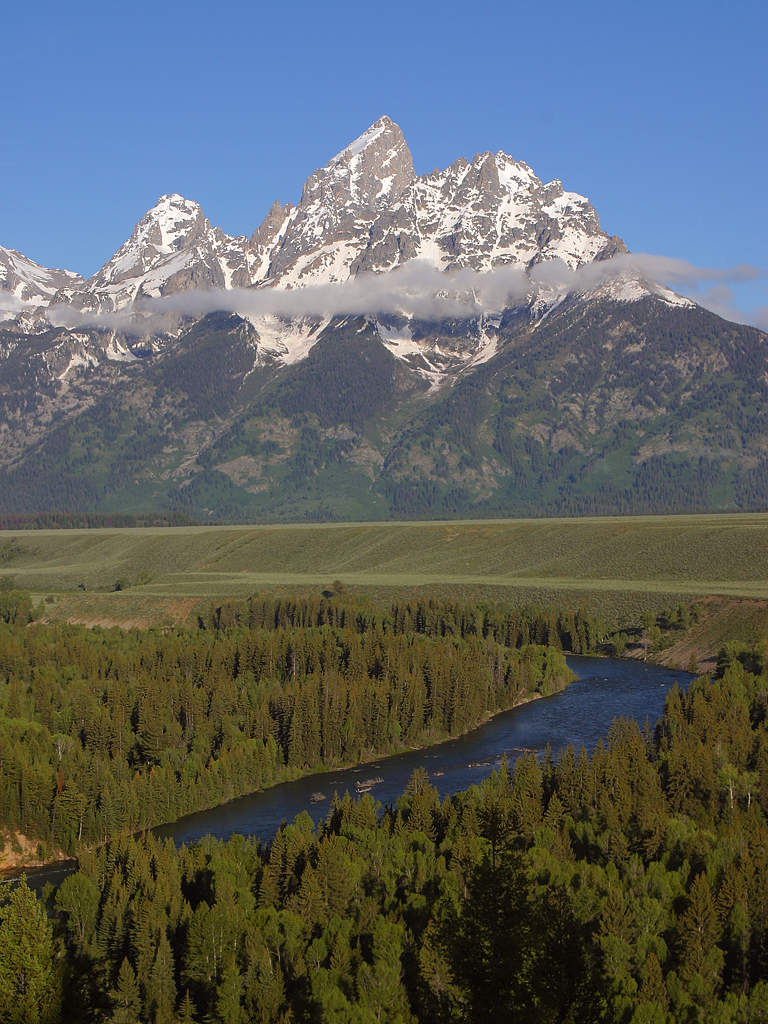
Les montagnes Rocheuses et la rivière Snake dans le Wyoming.

Bassin du golfe du Mexique (océan Atlantique)
- la rivière Arkansas ;
- la rivière Missouri ;
- le fleuve Río Grande ;
- la rivière Platte ;
- la rivière Yellowstone.

Bassin de l'océan Pacifique
- le fleuve Colorado ;
- le fleuve Columbia ;
- le fleuve Fraser ;
- la rivière Green ;
- la rivière Salmon ;
- la rivière San Juan ;
- la rivière Snake ;
- le fleuve Yukon.

Bassin de l'océan Arctique
- la rivière Athabasca ;
- la rivière Liard ;
- la rivière Peace ;
- la rivière Saskatchewan ;
- la rivière Bow.

### Géologie
Les montagnes Rocheuses se sont majoritairement formées pendant le Crétacé au cours de l'orogenèse laramide, il y a environ 70 millions d'années. Cependant, certains secteurs méridionaux datent du Précambrien (c'est-à-dire entre −4,5 milliards d'années et -542 millions d'années). Ces montagnes sont le résultat de la collision entre la plaque nord-américaine et la plaque Farallon (océanique).
La chaîne des Rocheuses est un complexe de roches métamorphiques et magmatiques comportant quelques dépôts sédimentaires (karsts de Grand Teton, monts Big Horn, Bighorn Basin (en)). L'érosion intense, notamment due aux glaciations, a arasé des bassins situés au centre de la chaîne, tel que le bassin du Wyoming. L'érosion glaciaire a également formé des vallées profondes et encaissées.
Comme le massif de l'Altaï en Asie, elles sont le résultat de compressions intenses à l'intérieur du continent américain. Il s'agit d'une chaîne de collision active. La partie sud-ouest a été disloquée dans les horsts avec les bassins (grabens) au milieu. Cette zone est nommée « bassin et étendue provinciale » (Basin and Range).
La région des Rocheuses a connu plusieurs phases de glaciation entre le Pléistocène et l'Holocène. Les épisodes glaciaires les plus récents sont représentés par la Bull Lake Glaciation commencée il y a environ 150 000 ans, et par la Pinedale Glaciation dont l'apogée se situe vers 15 000-20 000 années av. J.-C. Pendant le petit âge glaciaire (1550-1860), les glaciers Agassiz (en) et Jackson situés dans le parc national de Glacier se sont étendus jusque vers 1860 avant de connaître un important recul.

### Climat
La température moyenne est de 6 °C. Le mois le plus chaud, juillet, enregistre 28 °C, tandis qu'en janvier les températures descendent à −2 °C. Les précipitations de neige annuelles moyennes sont de 36 cm.

### Faune et flore

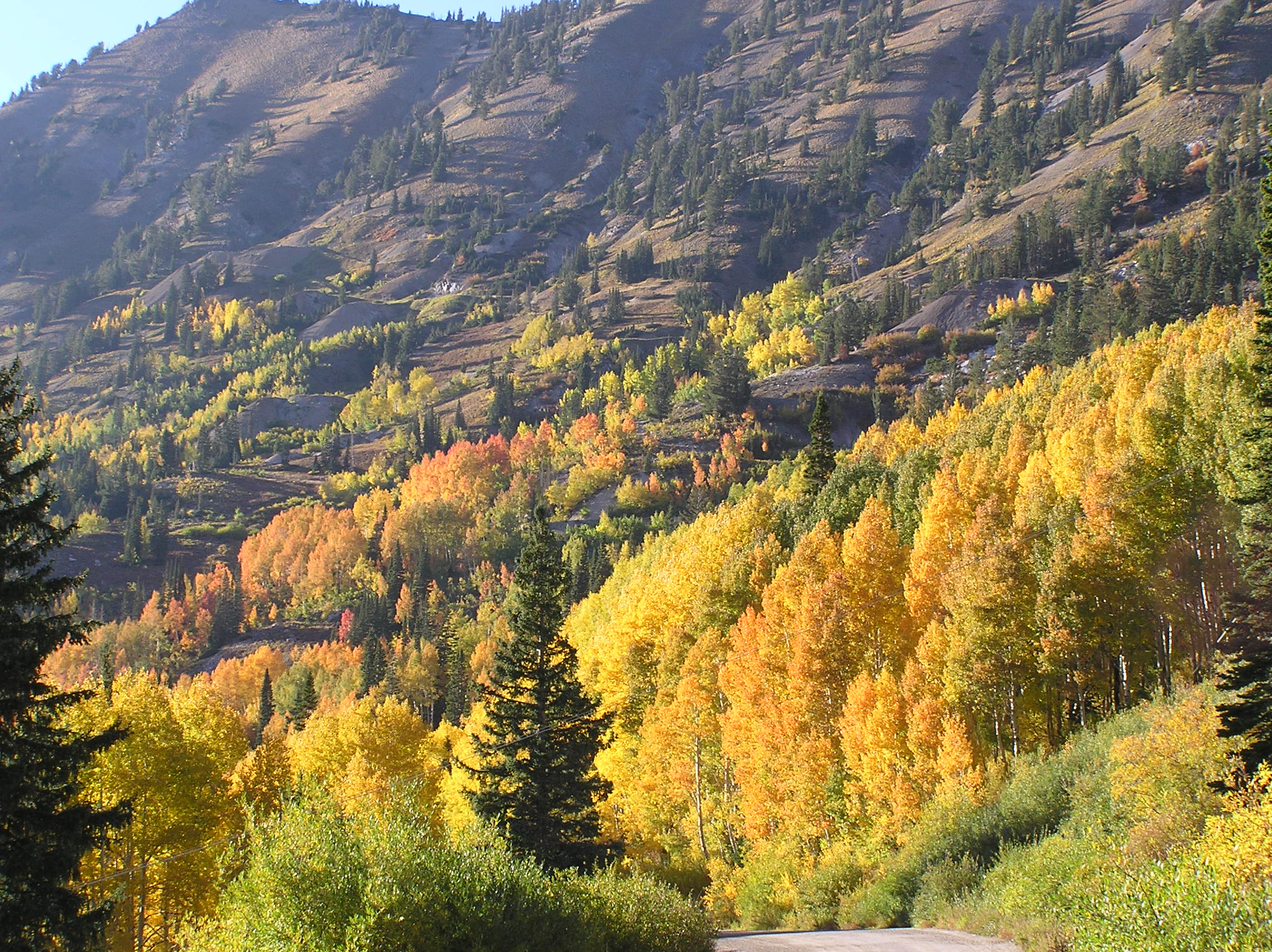
Little Cottonwood Canyon, comté de Salt Lake, Utah.

Comme dans d'autres montagnes de haute altitude, la végétation dans les montagnes Rocheuses dépend de nombreux facteurs : la chaîne s'étirant en latitude, la position géographique détermine en grande partie l'aspect de la flore. Les autres critères de différenciation sont l'exposition au soleil ou au vent et la situation en altitude. La végétation est en effet étagée. Ainsi, à l'étage alpin par exemple, la pelouse remplace la forêt.

### Population
La population est de faible densité avec une moyenne de quatre humains par kilomètre carré, et peu de villes dépassent les 50 000 habitants. L'anglais est la langue la plus utilisée, suivie par l'espagnol.

## Histoire
Depuis le dernier âge glaciaire, les montagnes Rocheuses étaient considérées comme un endroit sacré par les Paléo-Indiens. Par la suite, ce caractère particulier fut entretenu par les Amérindiens Apaches, Arapahos, Bannocks, Pieds-Noirs (Blackfoot), Cheyennes, Crows, Flatheads, Shoshones, Sioux et Utes. Les premiers habitants de ces régions chassaient le mammouth et le bison dans les collines et les vallées. Ils migraient probablement vers les plaines au début de l'automne et hivernaient dans les régions les moins hostiles. Ils revenaient dans les montagnes au printemps et vivaient de la pêche, de la chasse et de la cueillette. Ils pratiquaient également l'écobuage, ce qui a modifié le milieu naturel, comme en Australie par exemple. Les traces archéologiques les plus anciennes remontent à 10 ou 12 000 années.
Les premiers Européens à explorer les Rocheuses sont les Espagnols : en 1540, une expédition de Francisco Vásquez de Coronado parcourut une partie des montagnes depuis le sud. À partir de cette époque, les Blancs introduisirent des nouveautés significatives : le cheval, les outils en métal, les armes à feu et de nouvelles maladies qui ont changé le mode de vie des Amérindiens.
En 1739, alors qu'ils se trouvaient dans les environs de la source de la rivière Platte, les commerçants de fourrures canadiens-français Pierre et Paul Mallet découvrirent une chaîne de montagnes, appelée « Rocheuses » par les Amérindiens, devenant les premiers Européens à rendre compte de ces montagnes inexplorées.

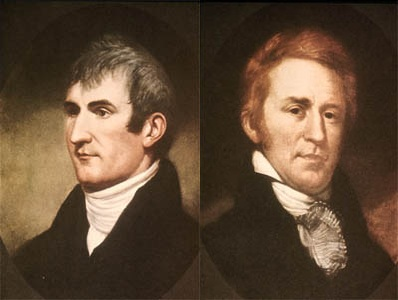
Meriwether Lewis et William Clark.

En 1803, la partie septentrionale des Rocheuses passe sous le contrôle des Américains, après la vente de la Louisiane par la France. L'expédition Lewis et Clark (1804-1806) est la première expédition américaine dans les montagnes Rocheuses. Auparavant, seuls quelques trappeurs et chercheurs d'or ainsi que le Canadien Alexander Mackenzie avaient pénétré dans la région. L'expédition devait reconnaître un passage fluvial vers l'océan Pacifique et collecter des spécimens pour les botanistes, les zoologistes et les géologues.
Au début du XIXe siècle, plusieurs Américains apparaissent dans la région : William Henry Ashley, Jim Bridger, Kit Carson, John Colter, Thomas Fitzpatrick, Andrew Henry et Jedediah Smith. Le 24 juillet 1832, Benjamin Bonneville conduisit les premiers trains de chariots de la conquête de l'Ouest à travers les Rocheuses par la passe sud du Wyoming.
Les mormons commencent à s'établir sur les rives du Grand Lac Salé en 1847. En 1859, de l'or est découvert près de Cripple Creek, dans le Colorado. Le premier chemin de fer transcontinental est achevé en 1869 et le parc national de Yellowstone est établi en 1872. Benjamin Harrison établit plusieurs forêts protégées en 1891-1892. Le développement économique des Rocheuses s'appuie sur l'exploitation des ressources minières et de la forêt, l'agriculture et les loisirs. Les villes se développent dans les vallées et autour des gares du Transcontinental.

## Activités

### Industrie
Avant sa fermeture en 1998, la mine de Climax située près de Leadville, Colorado était la plus grande mine de molybdène du monde. La mine de Cœur d'Alène, au nord de l'Idaho, produit de l'argent, du plomb et du zinc.

### Sports d'hiver
En hiver, l'activité principale est le ski dans des stations comme Aspen, Vail, Keystone, Breckenridge et Copper Mountain au Colorado, Sun Valley dans l'Idaho, et Snowbird dans l'Utah. Au Canada, les stations de Lake Louise, de Banff et de Golden sont très populaires.
Liste des stations de ski :
- Colorado :
  - Aspen,
  - Vail,
  - Keystone,
  - Breckenridge,
  - Winter Park,
  - Beaver Creek,
  - Telluride,
  - Copper Mountain ;
- Utah :
  - Park City,
  - Deer Valley,
  - The Canyons Resort,
  - Alta Ski Area,
  - Snowbird Ski Resort,
  - Brighton Ski Resort,
  - Solitude Mountain Resort,
  - Sundance,
  - Snowbasin ;
- Idaho :
  - Sun Valley ;
- Montana :

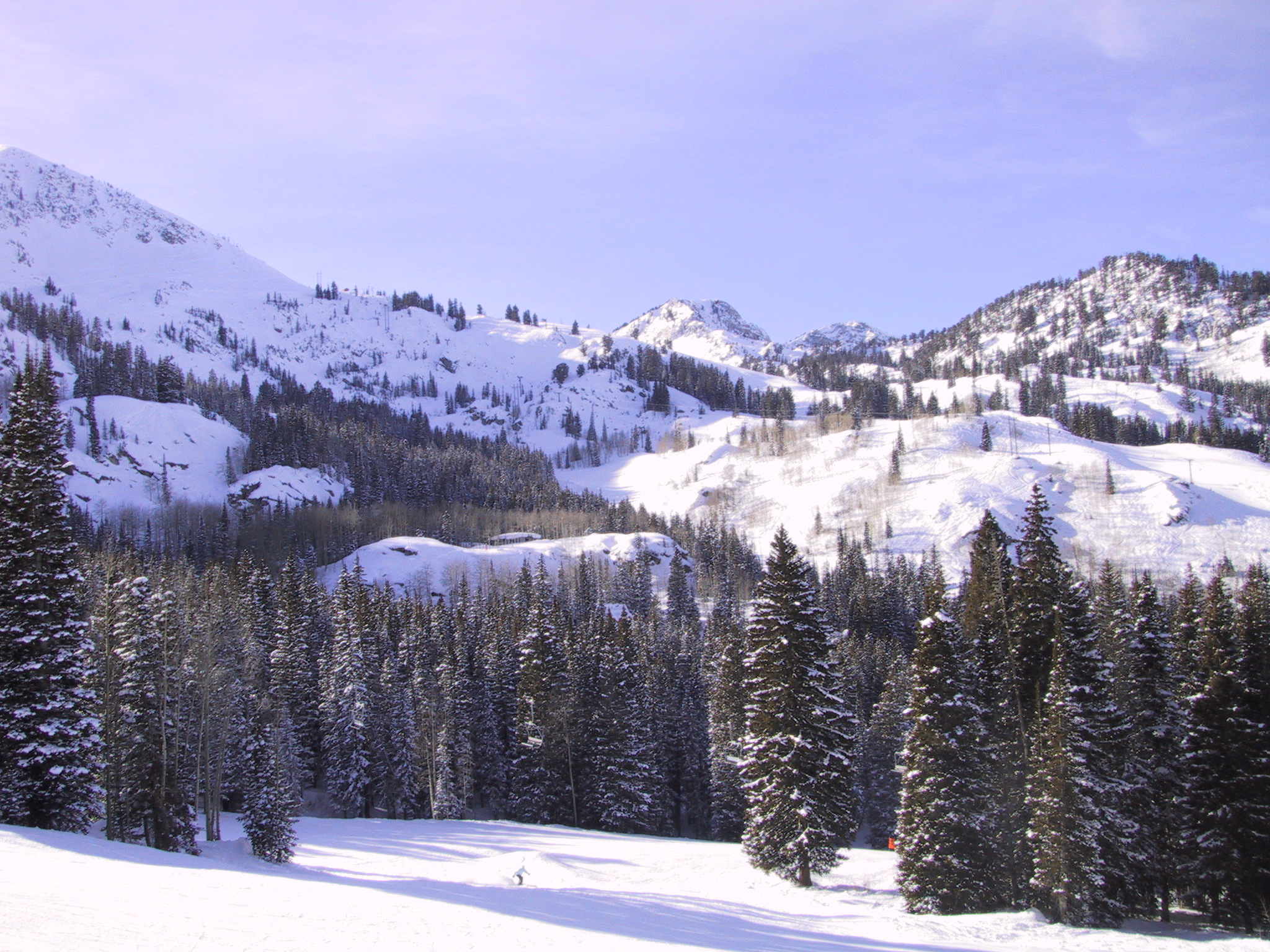
.

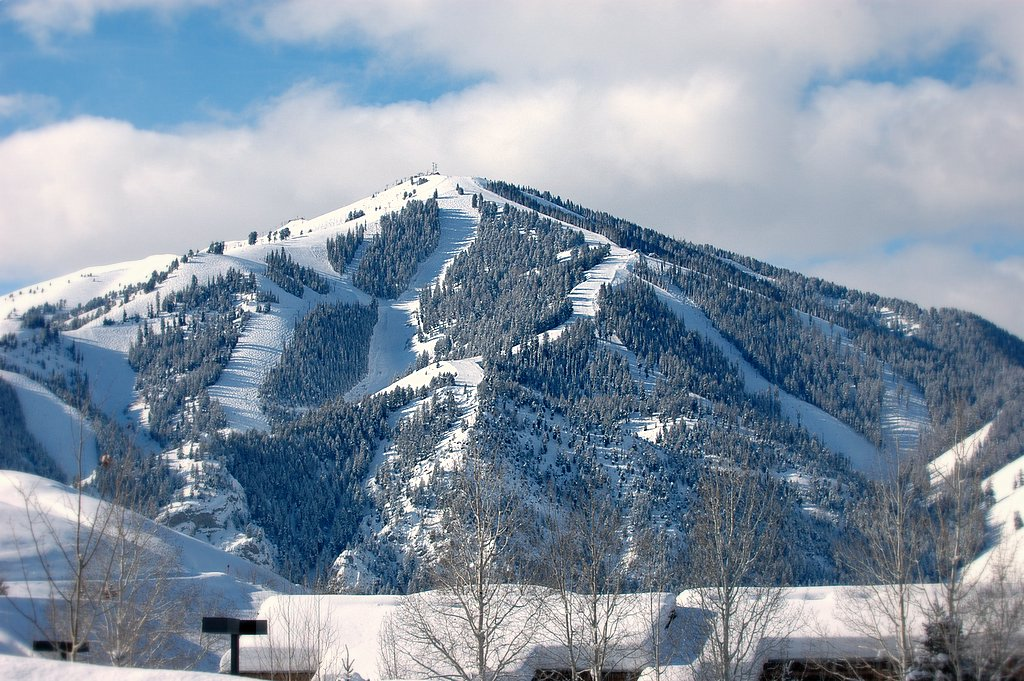
Sun Valley (Idaho).

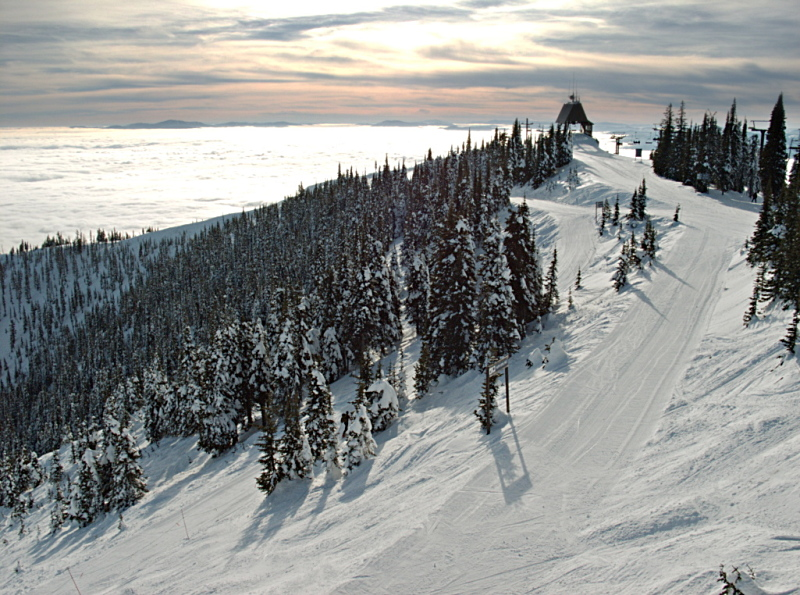
Big Mountain Ski Area à Whitefish (Montana).

  - Big Mountain Ski Area à Whitefish,
  - Big Sky Resort à Big Sky ;
- Alberta :
  - Lake Louise,
  - Sunshine Village,
  - Mount Norquay,
  - Marmot Basin (Jasper) ;
- Colombie-Britannique :
  - Fernie Alpine Resort,
  - Kicking Horse,
  - Revelstoke Mountain Resort,
  - Kimberley,
  - Squamish,
  - Whistler,
  - Sun Peaks,
  - Big White,
  - Silver Star (Ski Hill),
  - Mount Washington ;
- Wyoming :
  - Jackson Hole Mountain Resort à Jackson,
  - Grand Targhee.

### Vol libre
Au Canada, une montagne se trouvant entre la tranchée des Rocheuses et le canyon de la rivière Kicking Horse permet les meilleures envolées durant l'été. La montagne se nomme le mont Seven. Elle doit son nom au dessin en forme de 7 formé par la neige printanière sous le sommet. Plusieurs records mondiaux de vol libre furent établis à partir du mont Seven dans les années 1980 et 1990. Deux vols deltaplanes de plusieurs centaines de kilomètres se terminant à Trego au Montana constituent les meilleurs vols tout temps pour ce site de vol.

### Protection environnementale

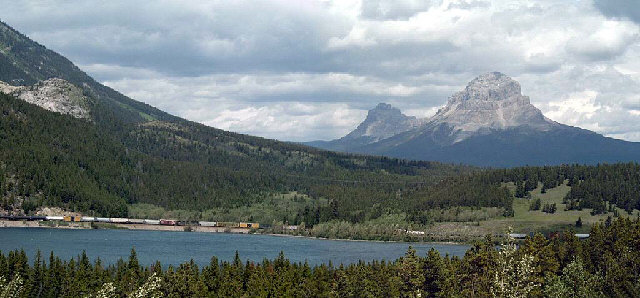
Les Rocheuses canadiennes.

Les montagnes Rocheuses sont une destination touristique populaire avec beaucoup de parcs.
Au Canada :
- parc national Banff ;
- parc national de Jasper ;
- parc national de Kootenay ;
- parc national des Lacs-Waterton ;
- parc national de Yoho.

Aux États-Unis :
- parc national de Rocky Mountain ;
- parc national de Yellowstone ;
- parc national de Grand Teton ;
- parc national de Glacier.